# 恩田祐一
恩田 祐一（おんだ ゆういち、1980年6月24日 - ）は、新潟県中頸城郡妙高高原町出身のクロスカントリースキーの選手。近畿大学卒業。2011年秋よりアークコミュニケーションズスキーチーム所属。
日本クロスカントリースキー男子のエースでオリンピック2回出場を果たした同競技の第一人者である。

## 略歴
- 妙高高原町立妙高中学校 - 長野県飯山南高等学校 - 近畿大学 - アインズ - 栄光ゼミナール - フリー - アークコミュニケーションズスキーチーム

## スキースタイル
- いわゆる先行逃げ切り型で数々のレースで中盤、終盤まで首位でレースを引っ張ることも珍しくない。
- 日本では数少ないスプリント（短距離：0.8 km～1.8 km）のスペシャリストである。
- クロスカントリースキー競技は、左右のスキーを並行に保ったまま交互に前後に動かして前進する「クラシカル」と、スキーを交互に斜め前に出し、後ろに残るスキーで雪面を蹴（け）って進むスケーティング走法が用いられる「フリー」の2種類の走法があるが、本人はクラシカルを得意にしている。[3]。

## 幼少期
- 小学校3年生のときに授業でアルペンスキーかクロスカントリーを選択することになり、クロスカントリーを選んだことがクロスカントリースキーとの出会いである。ちなみに姉や友達もクロスカントリーを選択していて、本人曰く「寂しがりやなので。」と話題作りの為にクロスカントリーを始めたことを明かしている。[4]。
- 野球もやりたいと考え、夏場陸上部に属さなければいけないクロスカントリーを辞め、夏場のスケジュールが比較的空いているノルディック複合に転向しようかと本気で悩んだ。しかしクロスカントリーの大会に優勝してしまい、魅力にのめり込んでいった為、実現しなかった[4]。
- 低学年のときに高学年の選手と同じ試合に出ろと言われたが勝てないからという理由で辞退した。負けず嫌いは幼少期からかなりのものであったことがうかがえる。
- 小学校6年には児童会長を務めた。
- 大学に進まず実業団入りを目指していたが、高校2年時に靭帯を損傷し企業からのアプローチが無かったため、大学進学を決めた[4]。

## エピソード
- リハビリのため、東京の国立スポーツ科学センター（JISS）にてトレーニング中に、同時期にリハビリをしていた稲本潤一（当時フランクフルト）と知り合い、そのプロ根性に刺激を受けた。今もメールで近況を報告し合う仲で、2007年ワールドカップ（Ｗ杯）で日本人史上最高の4位に入ったのも、稲本の助言があってこそだった。他にも中田浩二（鹿島）とも交流がある。
- 物心がついたころからスキーを始め、中学時代は全日本で優勝、高校では2位と好成績をおさめた。大学は、中学高校と共に練習をした1年先輩の駒村俊介選手を慕って、強豪近畿大学に進学した。
- 大学では1年生から強化選手に選ばれ、世界ジュニア選手権での12位をきっかけに、好成績を連発する。しかしその後、オーバーワークによりスランプにおちいる。そして3年生の時、ついに強化選手からはずされた。悔しさを胸に生で迎えた全日本選手権ではオリンピック選手らを抑え、堂々の2種目制覇（スプリント、50 km）を果たした。
- 2006年世界選手権の血液検査で規定のヘモグロビン値を上回ったため、5日間の出場停止となった。だが本人は、先天的にヘモグロビン値が高いとして国際スキー連盟に直訴。世界選手権後ではあるが、国際スキー連盟もこれを認め、血液検査で規定を上回る数値を示しても競技会に出場できる特例として認められている。[5]。ちなみに男性の基準ヘモグロビン量は13.0～16.6g/dlと言われているが、本人は平常時17.0g/dlであるという。このエピソードだけでもアスリートとしてのポテンシャルの高さがうかがえる。
- クロスカントリースキーというアウトドア競技の第一人者であるにもかかわらず、趣味は昼寝、DVD鑑賞、インターネットというインドアな一面がある。[6]。
- 2007年シーズンのW杯開幕戦に出場するも細菌感染により急遽左足の手術を行う。しかしその後、驚異的な回復を見せW杯最終戦にて戦列復帰し見事6位入賞を果たした。
- 怪我からの回復後は、1年間を通して戦える体作りを目標に、ランニングやローラースキー、登山も積極的に取り入れて持久力を強化。ポールを押す上半身と、地面を強く蹴る下半身の筋肉をつけるためのレジスタンストレーニングを毎日こなし、体脂肪率が9％になるまでになった。[7]。
- 2009年には栄光ゼミナールの生徒2,000人が参加した長野・志賀高原での集中講義合宿で壇上に立ち、「君たちも受験は2月が本番。僕も2月に大きな本番を迎えます。夏に努力して鍛えた者が冬に勝利を得られる。受験もウインタースポーツも一緒です」と熱いエールを送った。受験シーズンには禁句の「滑る」競技だが、栄光ゼミナールでは「7万人の生徒の分まで滑り切り、代表して表彰台に立って欲しい」と応援している。[8]。
- 2010年1月6日に行われた第28回伊藤杯全日本チャンピオンスキーレース（札幌白旗山クロスカントリー競技場）にて2位の成績を収め、見事二度目のオリンピック出場を決めた。[9]。
- バンクーバーオリンピック直前には野沢温泉にて公開合宿を行い現地で話題になった。[10]。オリンピック終了後には、早くもソチオリンピックを目標に据えることを発表し、現役続行を表明した。
- 2009年度ワールドカップ（W杯）終了後には4年後のソチ五輪を見据え、就活に励んでいることが記事になった。[11]。
- 2011年9月にアークコミュニケーションズと日本初となるレベニューシェア制による所属契約を締結。アークコミュニケーションズスキーチームに所属することとなった。
- 2014年2月のソチオリンピックの競技終了後マウンテンバイクでオリンピックを目指すことに意向。「ミヤタ・メリダ ハイキングチーム」に所属[12]。だが出場はできなかった[13]。
- 2015年3月14日にバンクーバーオリンピッククロスカントリースキー日本代表の柏原理子と婚姻届を提出[14]。
- 2018年10月31日にブログで現役を引退した[13]。

## 逸話
- 年間の半分は海外にいるため、英語が堪能だと思われがちであるが本人曰く「まったく得意ではない」とのこと。カナダ合宿時にホテルの部屋に鍵を忘れ、フロントに部屋番号を聞かれ、11号室だったため「イレブン」と答えたがまったく通じず、ジェスチャー（指）で11を伝えたところ「oh. Eleven!」と言われ、自分の英語では数字さえも伝わらないのかとショックを受けた[4]。
- 以前ブログに自身を洒落で「クロカン王子」と称していたところ、ラジオ出演時「クロカン王子の恩田祐一さんです。」と紹介されてしまった。本人は笑いながら「見てわかると思うんですが、自分はそんなキャラじゃない。」と謝罪気味に否定している[4]。
- ポテトチップスは牛乳と一緒に食べれば食べ過ぎても体に悪くないと本気で考えていた為、小学生のときはかなり太っていた。

## 競技成績
オリンピック
- 2006年トリノオリンピック：個人スプリント　26位、チームスプリント　12位
- 2010年バンクーバーオリンピック：個人スプリント　17位、チームスプリント　13位

クロスカントリースキー・ワールドカップ Top10
- 2003年3月11日：個人スプリント（ドランメン ）8位
- 2003年10月25日：個人スプリント（デュッセルドルフ ）8位
- 2006年1月8日：個人スプリント（オテッパ ）7位
- 2007年3月11日：個人スプリント（ラハティ ）4位（ワールドカップ男子個人の日本人歴代最高成績）
- 2007年3月14日：個人スプリント（ドランメン ）5位
- 2008年3月5日：個人スプリント（ドランメン ）6位
- 2009年3月12日：個人スプリント（トロンハイム ）4位（ワールドカップ男子個人の日本人歴代最高成績）
- 2010年3月11日：個人スプリント（ドランメン ）5位
- 2011年2月11日：個人スプリント（ドランメン ）10位
- 2013年2月17日：個人スプリント（ダボス ）7位

アジア冬季競技大会
- 2007年長春大会：個人スプリント優勝、リレー準優勝
- 2011年アスタナ・アルマトイ大会：個人スプリント3位

全日本スキー選手権大会 優勝
- 2001年：4x10kmリレー
- 2002年：スプリント
- 2002年：50km クラシカル
- 2004年：スプリント
- 2005年：スプリント
- 2007年：チームスプリント
- 2013年：スプリント
- 2013年：20km パシュート

## 出演

### ラジオ
- TBS RADIO アスリーと～く！（2010/2/1、2/8）